# Passalus florezi
Passalus florezi (лат.) — вид сахарных жуков рода Passalus из семейства пассалиды (Passalidae). Неотропика (Колумбия). Назван в честь г-на Виктора Флореса Каррильо (Víctor Flórez Carrillo), который посвятил себя энтомологическим исследованиям в Серрании-дель-Периха.
Крупного размера жуки, которые имеют длину около 4 см, буровато-чёрные, блестящие. Гемибрахиптеровидные. Лицо широкое, передний лобный край прямой, со срединной выемкой, вторичные медиально-фронтальные бугорки мелкие (рудиментарные). Центральный бугорок широкий в основании, с бороздой в задней части, вершина свободная, достигает переднего края лобной кости. Медиально-базальный ментум с точками и волосками на задней границе. Простернеллюм ромбовидный, непрозрачный в области между прококсами, с глубокой продольной бороздкой. Переднелатеральная часть метастернума со скудным опушением, латеральная ямка голая. Метастернальный диск без пунктировки, ограничен многочисленными точками медиально и заднебоково. Плечи со скудным опушением в нижней части, надкрылья голые.  Клипеус скрыт под лицевым склеритом. Фронтоклипеус отсутствует.